# Projekt Schulhof-CD
Das Projekt Schulhof-CD war eine Werbeaktion deutscher Rechtsextremisten aus dem Lager der militanten Freien Kameradschaften im Jahr 2004, bei der kostenlose Musik-CDs in der Nähe von Schulen und Jugendtreffs in ganz Deutschland verteilt werden sollten, um damit Jugendliche für die rechtsextreme Szene zu interessieren. Nach den Erkenntnissen des Verfassungsschutzes von Nordrhein-Westfalen war eine Startauflage von 50.000 CDs vorgesehen, die jedoch wegen einer Verbotsverfügung nie offiziell verteilt werden durften. Nach dem Pilotprojekt der Freien Kameradschaften griff die NPD das Konzept des Werbemittels Schulhof-CD auf und produzierte ab 2004 eigene Schulhof-CDs.

## Inhalt der CDs

### Anpassung ist Feigheit. Lieder aus dem Untergrund, 2004
Auf der Propaganda-CD mit dem Titel Anpassung ist Feigheit. Lieder aus dem Untergrund sind 19 bekannte deutsche und internationale Rechtsrock-Bands vertreten, darunter Noie Werte, Aryan Brotherhood, Stahlgewitter, Bound for Glory, Halgadom und HKL. Die Texte der insgesamt 20 Lieder, die mehrere Musikgenres wie Rockballaden, Hatecore und Neofolk abdecken, haben aufhetzende und gewaltverherrlichende Inhalte, die von einzelnen Staatsanwaltschaften als strafrechtlich relevant eingestuft wurden. Außerdem enthält die CD Multimediaelemente, Kontaktdaten sowie Weblinks zu Organisationen der Neonazi-Szene wie Mailorders oder Freie Kameradschaften.
Die CD selbst wird mit einem Vorwort eingeleitet, in dem es unter anderem heißt: „Unsere heutigen Schulen sind schon längst ein Sammelbecken für junge Schwerkriminelle geworden – meist ausländische Banden haben hier das Sagen. […] Wir sind keine Ausländerfeinde! Wir lieben das Fremde – in der Fremde.“ Dies greift auf das neurechte Konzept des Ethnopluralismus zurück und steht in verklausulierter Form für die rechtsextremistische Kernforderung „Ausländer raus!“. Das kritische Erinnern an den Terror des Nationalsozialismus wird als „antideutsche Geschichtsschreibung“ attackiert.
1. Ansprache
2. Noie Werte – Am Puls der Zeit
3. Aryan Brotherhood – Sturm über Europa
4. Stahlgewitter – Im Krieg gegen …
5. Brainwash – Credulous Slaves
6. H8Machine – Cheated
7. Bound for Glory – Ugly Americans
8. Nordfront – Zeitbombe tickt
9. Blue Max – 23
10. United Blood – Geh deinen Weg allein
11. Spirit of 88 – Wer jetzig Zeiten leben will
12. Might of Rage – Deutschland im Herbst
13. Intimidation One – Set Our Brothers Free
14. Force Fed Hate – Onward We March
15. Halgadom – Im Schatten der Esche
16. HKL – Rebell
17. Storm – Du gamla, du fria
18. Nemesis – Free Again
19. Noie Werte – Fuck the USA
20. Frontalkraft – Freiheitsrevolution

### Gerichtliche Auseinandersetzungen um die CD
Nach dem Bekanntwerden der konspirativ durchgeführten Aktion Ende Juni 2004 stieß das Projekt in weiten Teilen der Bevölkerung und in den Medien auf heftige Kritik, da Rechtsrock als effektivste Anwerbemöglichkeit der Neonazi-Szene und „spannende Erlebniswelt“ für Jugendliche kritisiert wurde. Unter anderem warnten die Landesinnenministerien von Sachsen-Anhalt, Brandenburg und Nordrhein-Westfalen vor der Aktion.
Die Naumburger Generalstaatsanwaltschaft hatte einen bundesweiten Beschlagnahmebeschluss erwirkt, um damit sicherzustellen, dass man trotz möglicher unterschiedlicher Rechtsauffassungen der Bundesländer in der ganzen Bundesrepublik aktiv werden konnte. Die allgemeine Beschlagnahme der CD wurde am 4. August 2004 durch das Amtsgericht Halle angeordnet, da sie offensichtlich geeignet sei, die Entwicklung von Kindern und Jugendlichen oder ihre Erziehung zu einer eigenverantwortlichen und gemeinschaftsfähigen Persönlichkeit schwer zu gefährden. „Das Verteilen […] ist eine Straftat nach § 27 Abs. 1 Nr. 1 und 2 des Jugendschutzgesetzes in der ab 1. April 2004 geltenden Fassung. Es kann mit Freiheitsstrafe bis zu einem Jahr oder Geldstrafe geahndet werden.“ Außerdem wurde festgestellt, dass auch einige Texte nach § 90a StGB (Verunglimpfung des Staates und seiner Symbole) strafbar sind. Wer sich gezielt die CD besorge, mache sich ebenfalls strafbar.
Nachdem Verteilung und Vertrieb der CD wegen deren schwer jugendgefährdenden Inhalts so unter Strafe gestellt worden waren, wird die CD auf einer eigenen Website zum Download angeboten. Da sich der Server im Ausland befindet, können die Behörden nicht eingreifen. Mit Plakataktionen im Umfeld von Schulen in Baden-Württemberg, Rheinland-Pfalz und Hessen wurde auf die Website aufmerksam gemacht.
Gegen einen Mitverantwortlichen für die Produktion und den Vertrieb der rechtsextremen CD, den in der Rechtsrock- und Neonazi-Szene aktiven Lutz Willert aus Kuhlhausen, wurde Mitte Juli 2005 Anklage vor dem Landgericht Stendal erhoben, was großes Medieninteresse weckte. Bei einer Razzia im Juli 2004 war bei ihm ein Lieferschein gefunden worden, auf dem er die Annahme von ca. 50.000 CDs bei einem Spediteur quittiert hatte. Die CDs waren bei einer Firma in Tschechien produziert worden und sind bislang noch nicht aufgetaucht. Unterstützt wurde das Projekt beispielsweise auch von dem Neonazi Thorsten Heise aus Fretterode in Nordthüringen.

## Aufgreifen der Idee durch die NPD
Die Nationaldemokratische Partei Deutschlands (NPD) griff die Idee wenig später auf und nutzte für verschiedene Wahlkämpfe eigene CD-Produktionen.  Im Rahmen der Wahlen für den Sächsischen Landtag im September 2004 wurde vom sächsischen NPD-Landesverband versucht, die mediale Aufmerksamkeit mit einer so genannten „sächsischen Schulhof-CD“ für Propagandazwecke zu nutzen. Angekündigt als Auftakt einer „Jungwähleroffensive“ wurden kostenlos über 25.000 CDs mit dem Titel Schnauze voll? Wahltag ist Zahltag! mit rechtsextremer Musik und Parteiwerbung verteilt. Auf ihr sind unter anderem Michael „Lunikoff“ Regener von der Neonazi-Band Landser, der mehrfach wegen Volksverhetzung verurteilte Sänger Frank Rennicke, Noie Werte, Sleipnir und die Liedermacherin Annett Müller zu hören. Die CD wurde von Jens Pühse zusammengestellt. Anhand eines Comics wird den Jugendlichen erzählt, warum sie stolz darauf sein sollten, Deutsche zu sein. Mit einem Bestellzettel auf der Coverrückseite können sich die Jugendlichen einen Anstecker mit der Aufschrift „Ich bin stolz ein Deutscher zu sein“ sowie weiteres Informationsmaterial über die NPD besorgen. Auch der direkte Beitritt in die NPD ist mit Hilfe des Coupons möglich. Die gleiche CD wurde erneut bei den Landtagswahlen 2005 in Schleswig-Holstein eingesetzt. Auch für den Bundestagswahlkampf 2005 verteilte die NPD im Rahmen einer „Jungwähleroffensive“ 200.000 kostenlose CDs vor Schulen.
Mit diesen Aktionen sollen gezielt Erstwähler als eine wichtige Zielgruppe der NPD angesprochen werden. Neben dem Wahlprogramm ist auf der CD Der Schrecken aller linken Spießer und Pauker auch das Deutschlandlied mit allen drei Strophen zu finden. Seitdem sind eine ganze Reihe dieser CDs unter wechselnden Titeln und mit verschiedenen Interpreten erschienen.
2010 versuchte das Landeskriminalamt Niedersachsen einen der Tonträger bei der Bundesprüfstelle für jugendgefährdende Medien (BPjM) indizieren zu lassen, scheiterte jedoch. Elke Monssen-Engberding, Leiterin der Bundesprüfstelle, erwiderte gegenüber dem Norddeutschen Rundfunk, dass es immer „um eine Abwägung zwischen Jugendschutz und Meinungsfreiheit“ gehen würde. Die Behörde dürfe nichts allein wegen des politischen Inhalts indizieren. Auf der CD werde auch nicht zu Gewalt aufgerufen.

### Schnauze voll? Wahltag ist Zahltag!, 2004
1. Frank Rennicke – Der Väter Land
2. Funkenflug – Verbietet nur
3. Lunikoff – Fels in der Brandung
4. Sturmwehr – Unterm Schutt der Zeit
5. Noie Werte – Fuck the USA
6. Funkenflug – Vorwärts
7. Faustrecht – Europa
8. Nordwind – Seelenloser Ort
9. Frank Rennicke – Antifa-Telefon
10. Frank Rennicke – Rote Jugend
11. Annett – Deutsche Mutter
12. Sleipnir – Eure Freiheit
13. Schlachthaus – Stunde der Patrioten
14. Sleipnir – Siehst Du unser Land

### Der Schrecken aller linken Spießer und Pauker, 2005
1. Carpe Diem – Europa, Jugend, Revolution
2. Faustrecht – Die Macht des Kapitals
3. Nordwind – Leb dein Leben
4. Sleipnir – Rebellion
5. Faktor Widerstand – Wenn der Wind sich dreht
6. Noie Werte – Wer Wahrheit spricht, verliert
7. Odem – Frieden, durch Krieg
8. Nordwind – Bürokrat II
9. Nahkampf – Ein Krieger
10. Noie Werte – Vertriebenenballade
11. Annett – Es ist Zeit zu rebellieren
12. Sleipnir – Wille zum Sieg
13. Frank Rennicke – Das Mädel mit der Fahne
14. Deutschlandlied

### Der Schrecken aller linken Spießer und Pauker(veränderte Auflage), 2006
1. Michael – Widerstand
2. Carpe Diem – Europa, Jugend, Revolution
3. Faktor Deutschland – Es lohnt sich doch
4. Faustrecht – Die Macht des Kapitals
5. Nordwind – Leb’ dein Leben
6. Noie Werte – Wer Wahrheit spricht, verliert
7. Faktor Widerstand – Wenn der Wind sich dreht
8. Odem – Frieden durch Krieg
9. Agitator – Ich bin …
10. Annett & Michael – Julien
11. Nordwind – Mein Land
12. Sleipnir – Wille zum Sieg
13. Frank Rennicke – Sehnsucht nach Zuhause
14. Funkenflug – Verbietet nur
15. Annett – Es ist Zeit zu rebellieren
16. Deutschlandlied

### Rebellion im Klassenzimmer – NPD rockt, 2006
Diese Version entstammt der Werbekampagne des NPD-Bezirksverbandes Mittelfranken. Die CD sollte eine Auflage von 10.000 Exemplaren erreichen und stand auch im Internet zur Verfügung. Sie ist bis auf das Beiheft identisch mit der Erstauflage.

### BRD vs. Deutschland, 2009
1. Intro
2. Noie Werte – Am Puls der Zeit
3. Jörg Hähnel – Nutzt die Zeit
4. Frauen in der nationalen Politik
5. Division Staufen – Diese Zeit
6. Act of Violence – An Vater Staat
7. Interview mit Lunikoff
8. Die Lunikoff Verschwörung – Frei geboren
9. Blue Max – Totale Überwachung
10. Hassgesang – Brot und Spiele
11. Division Germania – Der Weg zur Revolution
12. Jan-Peter – Schachmatt

### Freiheit statt BRD!, 2010
Die NPD in Mecklenburg-Vorpommern hat am 5. September 2010 für den Wahlkampf zur Landtagswahl in Mecklenburg-Vorpommern 2011 eine Schulhof-CD unter dem Motto Freiheit statt BRD! veröffentlicht, die gezielt Jugendliche und Erstwähler ansprechen soll. Das zuständige Landeskriminalamt „hat nach eigenen Angaben Schulen und Bildungseinrichtungen in Mecklenburg-Vorpommern über eine mögliche Verteilung der CD informiert.“ Die Zusammenstellung, die neben den von früheren Wahlkampf-CDs bekannten Bands auch unter anderem den rechtsextremen Liedermacher Arische Jugend (auf dem Cover A.J.) und die Rechtsrock-Band Blitzkrieg (B.K.) beinhaltet, wurde von David Petereit erstellt. Der Jurastudent ist außerdem als Mitarbeiter für den NPD-Landtagsabgeordneten Birger Lüssow und als Musikproduzent einschlägiger Bands bekannt. Etwa 25.000 Exemplare sollen gepresst worden sein. Die NPD begann in Rostock, Boizenburg, Sanitz und Gnoien, die CD zu verteilen. Mit Wirkung ab dem 14. September 2010 wurde die CD indiziert und durfte vorläufig nicht verteilt werden. Die Entscheidung wurde am 7. Oktober bestätigt.
1. Die Lunikoff Verschwörung – Guantanamo
2. Agnar – Die letzten Deutschen
3. A. J. (Arische Jugend) – Unverlierbare Heimat
4. B.K. (Blitzkrieg) – Reform Sozial
5. Frontalkraft – Talkshownation
6. Moshpit – Ihr oder wir
7. Division Germania – Nazihorrorshow
8. Rotte Charlotte – Antifa Superstar
9. Wiege des Schicksals – Das Imperium zerfällt
10. Uwocaust und alte Freunde – Volk
11. Martin Krause – Aufstand der Anständigen
12. Nordfront – Alter Mann
13. Sleipnir – Frei sein
14. Frank Rennicke – Wo ist das Lied

### Gegen den Strom, 2011
Die Schulhof-CD Gegen den Strom erschien anlässlich der Landtagswahl in Sachsen-Anhalt 2011. Die Verteilung begann eine Woche vor der Wahl. Ebenfalls wurde sie auf den Medienserver der NPD hochgeladen und zum kostenlosen Download angeboten. Sacha Korn ist mit insgesamt drei Titeln auf der CD vertreten. Sein Lied Mein Land wurde ebenfalls für den Wahlwerbespot der NPD zu dieser Landtagswahl genutzt. Er gab später an, sein kanadisches Management habe die Rechte der Lieder ohne sein Wissen an die NPD abgegeben. Hinter „Alte Freunde“ verbirgt sich das Projekt „Uwocaust und alte Freunde“. Uwocaust ist das Pseudonym von Uwe Menzel, der bereits seit den 1990er Jahren in der Rechtsrock-Szene aktiv ist. Mit Burn Down ist ein weiteres Projekt von ihm auf der CD enthalten. Enesses und Häretiker besteht aus den gleichen Personen. Häretiker wird als NS-Metal bezeichnet, während Enesses ein Hip-Hop-Projekt ist. Der Bandname ist lautmalend und steht für NSS = „n’Socialist Soundsystem“. SZU ist ebenfalls ein Hip-Hop-Projekt. Die Abkürzung steht für „Sprachgesang zum Untergang“. SZU ist ein Nebenprojekt von der Hatecore-Band Eternal Bleeding.
1. Die Lunikoff Verschwörung – Frei Geboren
2. Sacha Korn – Nie wieder
3. Carpe Diem – Europa, Jugend, Revolution
4. Burn Down – Wie ein Wolf
5. Sleipnir – Rebellion
6. Noie Werte – Am Puls der Zeit
7. Häretiker – Intelligentes Design
8. Frank Rennicke – Solang mein Herz noch schlägt
9. Sacha Korn – Mein Land
10. Moshpit – Ihr oder wir
11. Enesses – Republik der Feiglinge
12. Sacha Korn – Lass mich gehen
13. Alte Freunde: Welt in Scherben
14. SZU – Krieg auf der Welt

### Schulhof-CD Berlin, 2011
2011 versandte die NPD-Bezirksabgeordnete Mandy Schmidt aus dem Wahlkreis Treptow-Köpenick 3 in Berlin einen Brief an Jungwähler im Alter von 16–18 Jahren. Neben einem „Rückflugticket“ und Wahlwerbung der NPD befand sich in diesem Schreiben auch ein Hinweis auf die neue Schulhof-CD unter dem Titel „Deutsch und heterosexuell“. Trotz des Titels werden in den Liedern keine homophoben Inhalte transportiert, jedoch Lieder unterschiedlicher Genres sowie Reden mit „Angst schürende[r], antidemokratische[r] und rassistische[r] Hetze“. Die CD wurde im März 2012 wegen Aufrufs zum Fremdenhass indiziert, unter anderem wegen des Aufrufs „An die Mädels“.
1. Vorwort
2. TV – Rock gegen Überfremdung (das Kürzel steht für „Tätervolk“[10])
3. Jörg Hähnel – Nutzt die Zeit
4. Second Class Citizen – Time for Handover Part 1
5. MaKss Damage – Der Gott der Eisen…
6. Die Lunikoff Verschwörung – Fredericus Rex (stammt von der Vorläuferband Landser)
7. Fylgien – Es ist noch nicht zu spät
8. Bloody Justiz – Armes Vaterland
9. An die Mädels
10. Brauni und Klampfe – Schreie im Wind
11. TV – Das Haus ist besetzt
12. Makss Damage – 12 Makks Damage
13. Die Lunikoff Verschwörung – Guantanamo
14. Fylgien – Wir werden siegen
15. Second Class Citizen – Time for Handover Part 2
16. TV – Ein Junge darf nicht beten
17. Sturmsoldat – Deine Wahl
18. Schlußwort

### Schulhof-CD Niedersachsen:Aktivismus, Bildung, Gemeinschaft
Der NPD-Landesverband Niedersachsen mit Sitz in Lüneburg gab anlässlich der Landtagswahl in Niedersachsen 2013 eine Schulhof-CD heraus, die jedoch lediglich an Wahlständen verteilt wurde. Sie soll eine Auflage von 20.000 Stück gehabt haben. Sie wurde am 7. März 2013 indiziert.

### Schulhof-CD:Die Zukunft im Blick
Ende 2012/Anfang 2013 veröffentlichten die Jungen Nationaldemokraten in Riesa eine Schulhof-CD unter dem Titel Die Zukunft im Blick. Auf der CD vertreten waren Bands und Künstler aus allen Bereichen rechtsextremer Musikkultur. Carpe Diem, Moshpit, n’Socialist Soundsystem, Häretiker, Rotte Charlotte, Hassgesang, Jan-Peter, Division Germania, Disbeliever, Hope for the Weak, Confident of Victory, Uwe und alte Freunde und Disszensiert steuerten Lieder bei. Daneben wurde das Bundeslied der JN auf die CD gepresst und mehrere Videos beigefügt. Eine Verteilung im großen Stil, mit unterschiedlichen Covern für die jeweiligen Bundesländer war angekündigt. Diese wurde jedoch durch eine Indizierung der CD am 13. März 2013 verhindert.
1. Intro
2. Agnar – Freiheit
3. Carpe Diem – Idealist
4. Moshpit – Phoenix
5. N’Socialist Soundsystem – Unentschludbar
6. Häretiker – Geschichte, Dogmen und Betrug
7. Rotte Charlotte – Schland ist abgebrannt
8. Hassgesang – Für immer
9. Jan-Peter – Schachmatt
10. Division Germania – National und sozial
11. Disbeliever – Will you Fight?
12. Hope for the Weak – Aufruf zur Revolte
13. Confident of Victory – D.I.T.A
14. Uwocaust und alte Freunde – Virus
15. Disszensiert – Mein Paradies
16. JN-Bundeslied – Unsere Stunde die wird kommen

### Schulhof CD – Aktivismus – Bildung – Gemeinschaft
Die CDs Schulhof CD Rheinland & Pfalz – Aktivismus – Bildung – Gemeinschaft, Schulhof CD Brandenburg – Aktivismus – Bildung – Gemeinschaft und Schulhof-CD Meck-Pomm – Aktivismus – Bildung – Gemeinschaft sind inhaltsgleich mit der JN-Schulhof-CD Die Zukunft im Blick und wurden ebenfalls indiziert.

### Schülersprecher CD, 2019
2019 veröffentlichten die Jungen Nationalisten als Teil des Projekts „Schülersprecher“ auf ihrer Webseite eine „Schülersprecher CD“ genannte Datei zum Download. Neben Musiktiteln mit rechtsextremem Inhalt enthält die Datei auch Videos, welche die Jungen Nationalisten bei diversen Aktionen zeigen. Ansonsten ist der Inhalt deckungsgleich mit der bereits im Oktober 2018 erschienen Schulhof CD „[Re]Generation: Europa“. Der Download-Link funktionierte bereits kurz nach Veröffentlichung nicht mehr, dennoch bieten die Jungen Nationalisten auf ihrer Webseite nach wie vor Aufkleber und anderes Material mit Verweis auf die Website an.
1. Flak – An Europas Erben
2. Fylgien – Verschenktes Leben
3. Paranoid – Ihr Nicht
4. Brenner – Stimme des Volkes
5. Lunikoff – Nemesis
6. Blutlinie – Der Adler fliegt
7. Freiheitslieder – Wer trägt die schwarze Fahne dort
8. Cynik – Muttersprache und Vaterland
9. Glory Unending (Feat. Joel Bound For Glory)
10. Fylgien – Dekadenter Nachbar
11. Jan Peter – Weltfremd
12. Agnar – Freiheit
13. Uwocaust & Handstreich – Jede Stimme zählt
14. Erster Mai 2019 – Dresden (Video)
15. FridaysforFuture (Video)
16. Jugend Europas (Video)
17. Straßenkunst in Stuttgart (Video)

## Kameradschaftsszene und Freie Aktivisten

### Stolz und Frei – Heimatlieder, Vaterlandslieder, Deutschlandlied, 2006
Im Wahlkampf zur Landtagswahl in Sachsen-Anhalt 2006 gab die DVU Sachsen-Anhalt als einziger Landtagsverband der DVU eine Schulhof-CD unter dem Titel Stolz und frei! Rechtsrock, Vaterlandslieder, Deutschlandlied heraus. Diese enthielt, im Gegensatz zu den Schulhof-CDs der NPD, überwiegend historisches Liedgut sowie Beiträge rechtsextremer Liedermacher und keinen Rechtsrock. Unter gleichem Titel erschien 2007 eine CD der DVU Bremen, die 10 Volks- und Vaterlandslieder enthielt, sich aber nicht an Jugendliche richtete.
1. Deutschland, heiliges Wort
2. Annett Müller – Zeit zu rebellieren
3. Der Gott, der Eisen wachsen ließ
4. Faktor Deutschland (Annett Müller und Michael Müller) – Schatten meiner Angst
5. Lützows wilde, verwegene Jagd
6. Faktor Deutschland –Egal, was ihr auch tut
7. Stolz und frei sind wir geboren! (Das DVU-Lied)
8. Deutschland, Deutschland über alles

### Schulhof CD – 60 Minuten Musik gegen 60 Jahre Umerziehung, 2007
Die CD 60 Minuten Musik gegen 60 Jahre Umerziehung entstammt dem Kameradschaftsbund Hochfranken. Etwa 5.000 CDs sollten 2007 verteilt werden, bei Hausdurchsuchungen in Chemnitz, Pirna und Hof konnten rund 500 Exemplare sichergestellt werden. Das Album wurde am 29. August 2007 beschlagnahmt und am 30. Oktober 2007 indiziert.
1. Intro
2. White Fist – We Are Ready for the Call
3. Sleipnir – Wir geben Dich nicht auf
4. Gnadenlos & Letzte Instanz – Nie mehr frei
5. H.G. (Hassgesang) – Brot und Spiele
6. Legion of Thor – 1. Mai
7. B.B. (Boots Brothers) – Wunsiedel
8. H.G. – Lied der Freiheit
9. Race Riot – Paralysed Venom
10. Faktor W. (Faktor Widerstand) – Wenn der Wind sich dreht
11. André Lüders – Frei, sozial und national
12. B.B. – Deutschland mein Vaterland
13. Stahlgewitter – Du denkst
14. MK Ultra – Allright
15. Sleipnir – Rebellion
16. Racial Purity – Geheime Mächte
17. Division Germania – Der Weg zur Revolution
18. Eternal Bleeding – Antisocial Conditions
19. Verszerzödes – No Compromise
20. Carpe Diem – Revolution
21. Das Lied der Deutschen

### AG Wiking Wilhelmshaven Schulhof-CDHeimat ist auch Jugendsache, 2009
Schulhof-CD der Aktivistengruppe AG-Wiking Wilhelmshaven
1. AG-Wiking – Intro
2. Agnar – Wie könnt ihr schweigen
3. Act of Violence – Revolution
4. Agitator – Der Werwolf
5. Faktor Deutschland – Kinderschänder
6. Prussian Blue – Not a Problem
7. Faust – Wie wir sind
8. Lunikoff Verschwörung – Frei geboren – Frei sterben
9. Viking – L’ultimo Soffio Dell’inverno
10. T.H.O.R – Wikinger
11. Frank Rennicke – Der Väter Land
12. Jürgen V. – Verunglimpfung der Deutschen Sprache
13. Nordfront – Nenn mich wie du willst
14. Michael – Widerstand
15. Frontalkraft – Schwarz ist die Nacht
16. Frei & Stolz – USA
17. Wölfe Solo – Die neue Rechte

### Jugend in Bewegung – Die Schüler-CD des Nationalen Widerstands
Aus den Reihen der Autonomen Nationalisten wurde unter dem Titel Jugend in Bewegung – Die Schüler-CD des Nationalen Widerstands eine CD-ROM veröffentlicht, die neben 26 Musikbeiträgen im MP3-Format aus den Genres Rechtsrock, aber auch Hip-Hop auch 22 Propagandavideos, Propagandamaterial (12 Texte, 14 Plakate, 5 Flugblätter, 5 Prospekte, 24 Sprühschablonen), Programme für den PC, einen geschichtsrevisionistischen Wissenstest und die Kontaktdaten von 261 rechtsextremen Gruppen in ganz Europa enthält. Mittels eines Updates kann man die CD aktualisieren und neuen Inhalt hinzufügen.

## Weitere Länder

### Project Schoolyard
Auch in anderen Staaten griffen Rechtsextremisten dieses Konzept auf. So hat das US-amerikanische Label Panzerfaust Records, in dessen Internetforum Anfang 2004 erste Hinweise auf die geplante „Aktion Schulhof“ gefunden wurden, ein eigenes „Project Schoolyard“ gestartet. Dafür sollen 100.000 Kopien eines „pro-White samplers“ geplant gewesen sein, die unter dem provokanten Spruch „Wir unterhalten nicht nur rassistische Kids – wir schaffen sie!“ in den USA an 13- bis 19-jährige Schüler verteilt werden sollte. Als bekannt wurde, dass einer der Label-Betreiber eine lateinamerikanische Mutter hat, löste sein Geschäftspartner das Unternehmen aus rassistischen Gründen sofort auf. Dadurch kam es letztlich nicht zur Verteilung der CD. Die CD wurde nur über den Versandhandel verteilt.
Die Initiative Tightrope gab 2009 einen Sampler unter dem Titel Project Schoolyard 2 heraus.

### Perspektiven schaffen – Weg mit dem Alltagsgrau!
Schweizer Schulhof-CD, die seit 2007 von freien Aktivisten des Berner Oberlandes verteilt wurde. Das Cover basiert auf den Asterix-Comics. Gezeigt wird eine Schweizer Landkarte. Ein Ausschnitt ist mit der Lupe vergrößert, dort sind ein Haus mit Judenstern und eins mit einem McDonald’s-Zeichen versehen. Über allem thront die US-amerikanische Flagge. Die Partei National Orientierter Schweizer (PNOS) übernahm 2009 den Vertrieb der jetzt vergriffenen CD.
1. Stahlgewitter – ZOG II
2. Carpe Diem – Frei geboren
3. Spreegeschwader – Gefangen im System
4. Faustrecht – Die Macht des Kapitals
5. Kraftschlag – Taten, kein Geschwätz!
6. Hassgesang – Verraten durch Taten
7. Blitzkrieg – Medienlügen
8. Carpe Diem – Idealist
9. Stahlgewitter – Das System hat keine Fehler
10. Race War – Völkischer Sozialist
11. Frontalkraft – 1000 Fragen
12. Hassgesang – Dann holen wir uns unsre Ehre wieder
13. Kraftschlag – Die Party ist vorbei
14. Spreegeschwader – Kinderschänder
15. Act of Violence – Egal
16. Stahlgewitter – Tätervolk City
17. Indiziert – Hauptstadt Helvetia

## Gegenmaßnahmen
Abseits der Polizei- und Jugendschutzarbeit entstanden mehrere Projekte, um der rechtsextremen Propaganda entgegenzuwirken. Neben der Aufklärungsarbeit des Verfassungsschutzes erstellten in Deutschland auch wissenschaftliche Arbeitsstellen, Vereine gegen Rechts und Journalisten Aufklärungsbroschüren, Argumentationshilfen gegen und Berichte über die verschiedenen Werbeaktionen, wobei sich vor allem auf die NPD-Schulhof-CDs konzentriert wurde.
Der Verfassungsschutz Nordrhein-Westfalen verteilte einen im Manga-Stil erstellten Comic gegen rechtsextreme Propaganda. Der ehemalige Bundeskanzler Gerhard Schröder präsentierte am 18. August 2008 eine kostenlose CD mit dem Titel Gemeinsam gegen Rechts, an der sich Musikgruppen und Künstler wie Die Fantastischen Vier, Max Herre, Sportfreunde Stiller und Afrob beteiligten. Neben Gerhard Schröder waren Smudo und Norbert Leisegang von Keimzeit Paten des Projekts. Der Verein Brandenburg gegen rechts veröffentlichte ebenfalls eine CD mit dem Titel Hörbar tolerant mit Gruppen wie Rosenstolz, Silbermond und Jeanette Biedermann. Weitere CDs, zum Teil von Privatpersonen, sowie mehrere Konzerte folgten in den letzten Jahren.

### Schulhof-CD der SDAJ
Als Gegenreaktion veröffentlichte die marxistisch-leninistisch orientierte Sozialistische Deutsche Arbeiterjugend (SDAJ) 2007 eine CD mit dem Titel Gemeinsam gegen Rechts – Die rote Schulhof CD (Love Music – Hate Fascism!), die auch auf deutschen Schulhöfen verteilt wurde. Laut dem deutschen Bundesverfassungsschutzbericht 2007 enthalte das Album „Lieder der kommunistischen und der Arbeiterbewegung der 1930er- und kommunistischer Partisanen der 1940er-Jahre sowie der Jugendorganisation der ehemaligen DDR, ‚Freie Deutsche Jugend‘ (FDJ), und die Hymne der ehemaligen DDR“. Des Weiteren werde die Oktoberrevolution in den Liedtexten als „ein positives historisches Ereignis herausgestellt“. Das Titelblatt des Booklets zeigt Che Guevara, der ein durchgestrichenes Hakenkreuz an seiner Mütze trägt. Das Projekt wurde von der Kampagne Kein Bock auf Nazis unterstützt.
1. Wilde Zeiten – Du bist Nazi
2. Die Schnitter – Moorsoldaten
3. Talco – Bella Ciao
4. No Respect – No Nazi’s Friend
5. Quetschenpaua – Lieselotte Meyer
6. F. J. Degenhardt – Eigentlich unglaublich
7. Rotdorn – Rückkehr
8. Raggabund – Militär
9. Oma Körner Band – Ein Hoch den USA
10. Attila the Stockbroker's Barnstormer – Blood for Oil
11. Los Fastidios – Hate G8
12. Donots – We’re Not Gonna Take It
13. ZSK – Keine Angst
14. Microfone Mafia – Wissen ist Macht
15. Die Bandbreite – Wir können auch anders
16. Singerclub Ernesto Che Guevara – Oktobersong
17. SDAJ – Zeit sich zu wehren
18. Commandantes – Commandantes Internationale